# C. Lowell Harriss
Clement Lowell Harriss (* 2. August 1912 in Fairbury, Nebraska; † 14. Dezember 2009 in Bronxville, New York) war ein US-amerikanischer Wirtschaftswissenschaftler und langjähriger Hochschullehrer, der sich insbesondere mit dem Finanz- und Steuerrecht der USA befasste.

## Biografie
Nach dem Schulbesuch studierte er an der Harvard University und schloss dieses Studium 1934 mit einem Bachelor of Science (B.Sc.) ab. 1938 wurde er zum Professor für Ökonomie an die Columbia University in New York City berufen und hatte diese Professur bis zu seiner Emeritierung 1981 inne. 1940 erwarb er an der Columbia University einen Philosophiae Doctor (Ph.D.).
Nachdem er während des Zweiten Weltkrieges zwischen 1943 und 1946 seinen Militärdienst beim US Army Air Corps geleistet hatte, nahm er seine Tätigkeit als Hochschullehrer wieder auf. Während seiner jahrzehntelangen Lehrtätigkeit befasste er sich dabei insbesondere mit dem Finanz- und Steuerrecht der USA.
Er war außerdem zwischen 1961 und 1979 Wirtschaftsberater der Steuerstiftung (Tax Foundation), einer Denkfabrik, die sich mit der Sammlung von Daten und Forschung von Steuerpolitik der US-Regierung und der Regierungen der Bundesstaaten der USA beschäftigte. Im Anschluss war er 1979 kurzzeitig Mitglied des Direktoriums des Instituts zur Erforschung der Steuerwirtschaft (Institute for Research on the Economics of Taxation).
Nach seiner Emeritierung war er von 1981 bis 1987 Exekutivdirektor der Akademie für Politikwissenschaften, einer Non-Profit-Organisation zur überparteilichen, objektiven Analyse von politischen, sozialen und wirtschaftlichen Angelegenheiten. Außerdem war er zeitweise Mitglied der Direktorien des Amerikanischen Instituts für Wirtschaftsforschung, des John C. Lincoln-Instituts für Grundstückspolitik, einer Denkfabrik zur Nutzung, Besteuerung und Regulierung von Grundbesitz sowie Präsident der Nationalen Steuervereinigung (National Tax Association).
Zuletzt war Harriss, der auch Mitglied der Republikanischen Partei war, zwischen 1989 und 1996 Präsident der Robert Schalkenbach-Stiftung. Darüber hinaus engagierte er sich zeitweise in der American Economic Association, der Internationalen Steuerorganisation (International Fiscal Association), der Mont Pelerin Society, der Royal Economic Society sowie zahlreichen Organisationen und Institutionen.
1979 wurde er mit dem Mark-Van-Doren-Preis ausgezeichnet, der seit 1962 von den Studenten der Columbia University an herausragende Hochschullehrer vergeben wird.
Zu seinen Ehren wurde darüber hinaus die „C. Lowell Harriss“-Professur an der Fakultät für Ökonomie, Internationale und politischen Angelegenheiten der Columbia University begründet, dessen heutiger Lehrstuhlinhaber Richard Clarida ist.

## Veröffentlichungen
Neben seiner Lehrtätigkeit und der Mitarbeit in weiteren Vereinigungen und Verbänden war Harriss auch Autor mehrerer wirtschaftswissenschaftlicher Fachbücher und Fachaufsätze sowie langjähriger Redakteur des American Journal of Economics & Sociology. Zu seinen wichtigsten Werken zählen:
- Gift Taxation in the U.S. (1940)
- History and Policies of the Home Owners Loan Corporation (1951)
- The American Economy: Principles, Practices, Policies (1953)
- Money and Banking (1961)
- Economics (1966)
- Constitutional Restrictions on Property Taxing and Borrowing Powers In New York (1967)
- Equity of Heavier Reliance on Land Taxation (Location Value) and Less on Improvements (1970)[4]
- Innovations in Tax Policy and Other Essays (1972)
- Inflation: Long-Term Problems (1973)
- Government Spending and Land Values (1973)
- The Good Earth of America (1974)
- The Property Tax and Local Finance (1983)
- The Control of Federal Spending (1985)